# Aliaa Magda Elmahdy
en arabe : علياء المهدي

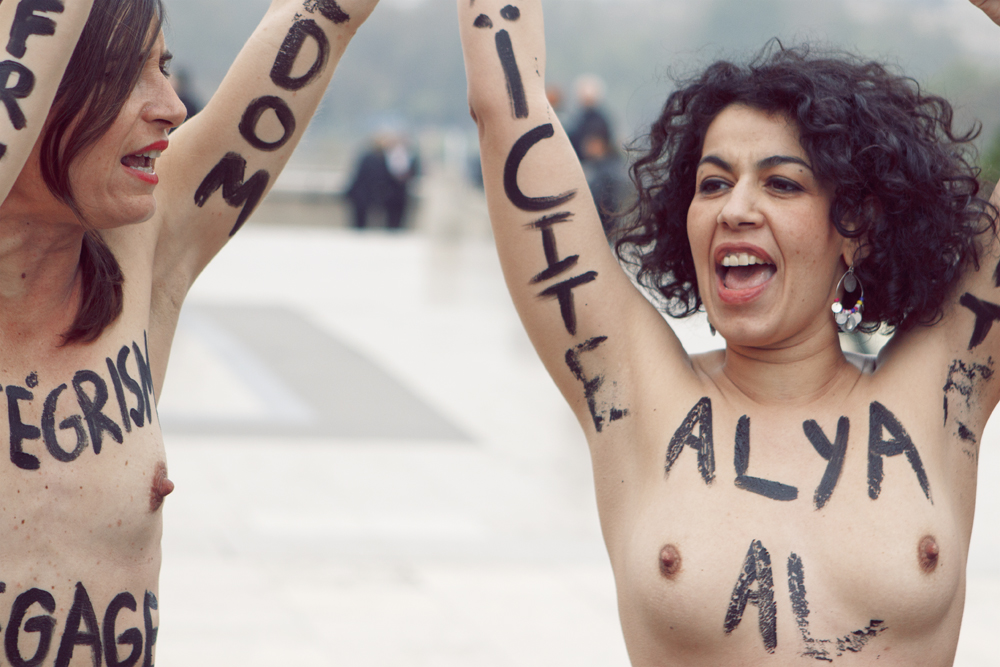
Manifestation de l'association Femen en soutien à Alia El Mahdy.

Aliaa Magda Elmahdy (en arabe : علياء المهدي), parfois nommée Alia El Mahdy, est une blogueuse, militante des droits de l'homme et féministe égyptienne, née le 16 novembre 1991.

## Biographie
Étudiante à l'université américaine du Caire, Aliaa Magda Elmahdy se dit athée depuis qu'elle a 16 ans et se revendique à la fois « laïque, libérale, féministe, végétarienne, individualiste ».

Elle a connu une célébrité mondiale après avoir posté sur son blog Journal d'une rebelle (en anglais : A Rebel's Diary) et sur Twitter une photo nue d'elle-même le 23 octobre 2011, peu après la révolution, afin de protester « contre une société de violence, de racisme, de sexisme, de harcèlement sexuel et d'hypocrisie ». Cette publication lui a valu de nombreuses critiques et menaces de mort dans son pays et dans le monde musulman, mais aussi de nombreux soutiens à travers le monde, y compris dans la diaspora égyptienne (en) et en Israël. Face aux critiques, Aliaa Magda Elmahdy remarque qu'il faudrait aussi « intenter un procès aux modèles qui ont travaillé à la faculté des beaux-arts jusqu'au début des années 1970 » et elle adresse une réponse provocatrice à ses détracteurs : 

« Cachez les livres d'arts et écrasez les statues archéologiques nues, puis enlevez vos vêtements et regardez-vous dans le miroir. Brûlez vos corps que vous méprisez dans le but de vous débarrasser de vos complexes sexuels pour toujours, avant de diriger vos insultes sexistes contre moi et de nier la liberté d'expression. »

 L'Iranienne Maryam Namazie a qualifié les actes d'Aliaa Magda Elmahdy de « hurlement contre l'islamisme ». Malgré les nombreux soutiens, certains estiment que son acte provoquant risque de radicaliser encore plus les islamistes. D'autre part, le Mouvement de la Jeunesse du 6-Avril s'est désolidarisé d'Aliaa Magda Elmahdy, affirmant même qu'il s'agit d'une « tentative de diffamation de la part de la Sécurité nationale et des vestiges de l'ancien régime. »
Par la suite, Aliaa Magda Elmahdy a notamment protesté contre le port du voile islamique imposé aux femmes, en demandant aux hommes de se montrer solidaires en postant sur Internet des photos d'eux-mêmes portant un voile et en demandant aux femmes de poser au contraire sans voile.
Elle a été la compagne de Kareem Amer, célèbre blogueur égyptien condamné à 3 ans de prison sous le régime d'Hosni Moubarak pour outrage à l'islam.

### Vidéographie
- Aliaa, la révolutionnaire nue (2013), documentaire français réalisé par Pierre Toury, écrit par Sid Ahmed Hammouche et Patrick Vallélian, coproduit par LCP Assemblée Nationale, Premières Lignes et Arte France.
- « Nos seins, nos armes ! (Documentaire de Caroline FOUREST et Nadia EL FANI : émission Infrarouge, France-2, diffusée le 7 mars 2013) », sur le site de Caroline FOUREST (consulté le 15 janvier 2018).